# Sofia Nijaradze

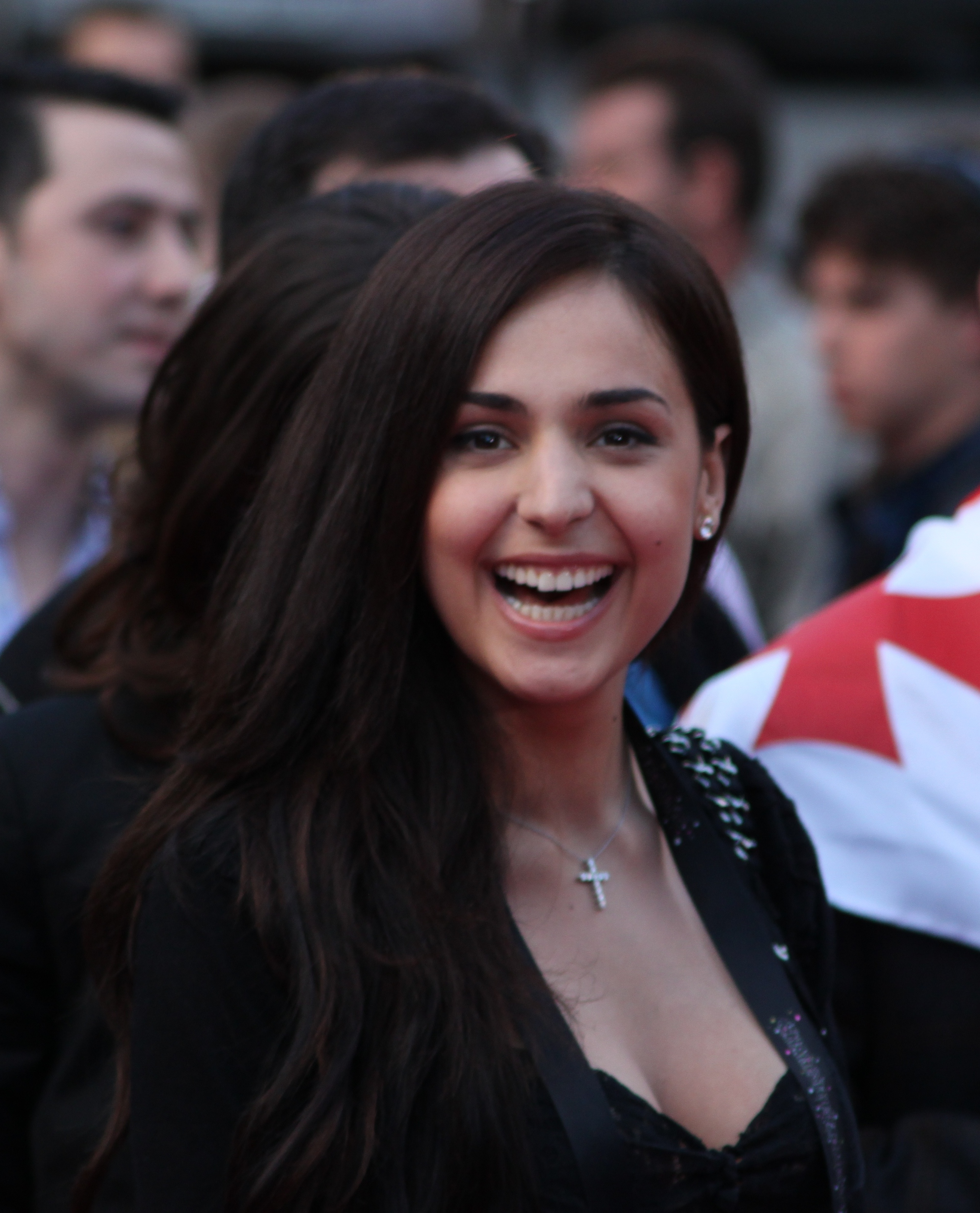
Sofia Nijaradze

Sofia sau Sopo Nijaradze (născută la 6 februarie 1986) este o cântăreață, actriță și compozitoare georgiană. A fost născută în Tbilisi. A început să cânte încă înainte de a începe să vorbească. Are un frate mai mic. A studiat muzica în țara natală. Ea a reprezentat Georgia la Concursul Muzical Eurovision 2010 cu melodia „Shine”.